# Phoronis euxinicola
Phoronis euxinicola is een nomen nudum-soort in de taxonomische indeling van de Phoronida (hoefijzerwormen). Deze worm heeft een plomp, langwerpig lichaam, met een uitstulping aan de achterkant dat als anker fungeert waarmee het dier zich in zijn koker of gang vastzet. Over de mond hangt een korte lip heen, het epistoom, en is omringd door een hoefijzerachtig lofofoor met talrijke lange, van trilharen voorziene tentakels. De darm van de worm is U-vormig.
De worm komt uit het geslacht Phoronis. Phoronis euxinicola werd in 1907 ontdekt door Selys-Lonchamps.